# Charakterystyka zewnętrzna silnika
Charakterystyka zewnętrzna silnika – wykres przebiegu momentu obrotowego i mocy efektywnej silnika spalinowego przy pełnym otwarciu przepustnicy (w funkcji prędkości obrotowej), który opisują maksymalne możliwości silnika, stanowiąc ograniczenie pola podaży (obwiednia osiągów). 

Obrazuje on maksymalne wartości momentu i mocy jakimi dany silnik dysponuje i przy jakich obrotach ma to miejsce. Na wykres składają się krzywe momentu obrotowego M i mocy N oraz jednostkowego ge i godzinowego Ge zużycia paliwa, przy pełnym obciążeniu w funkcji prędkości kątowej wału korbowego silnika. Taki wykres można uzyskać na m.in. z wykorzystaniem hamowni stacjonarnej czy podwoziowej - silnik zamontowany w pojeździe. 
Wykres przebiegu momentu obrotowego i mocy daje informacje o:
- zakresie tzw. obrotów użytecznych (tzn. pomiędzy obrotami maksymalnego momentu i maksymalnej mocy).
- elastyczności silnika.
- wysileniu silnika (pośrednio)
- a ge na oszacowanie sprawności cieplnej silnika.